# Association olympique et des Jeux du Commonwealth d'Eswatini
L'Association olympique et des Jeux du Commonwealth d'Eswatini (en anglais, Eswatini Olympic and Commonwealth Games Association) est le comité national olympique du Eswatini.
L'association a été créée en 1968 sous le nom Swaziland Olympic and Commonwealth Games Association (SOCGA) lorsque le roi Sobhuza II a missionné Ian Hodgkinson de fonder l'association pour les Jeux du Commonwealth  puis a été reconnu en 1972 comme membre du CIO.
Le changement de nom a été officialisé en octobre 2018 à la suite du changement du nom voulu par le roi Mswati III